# Camillo Federici
Pour les articles homonymes, voir Federici.
Camillo Federici (né Giovanni Battista Viassolo le 9 avril 1749 à Garessio et mort le 23 décembre 1802 à Padoue) est un acteur et poète dramatique italien du XVIIIe siècle.

## Biographie
Camillo Federici, dont le nom de plume est tiré du titre d'une de ses premières pièces Camillo e Federico, a écrit pour différents théâtres d'Italie un grand nombre de pièces, dont quelques-unes ont eu le plus grand succès. Une des meilleures, intitulée la Bugia vive poco (le Mensonge dure peu), a été transposée sur la scène française sous le nom de la Revanche par François Roger et Auguste Creuzé de Lesser; une autre, le Remède est pire que le mal, a été traduite dans la Collection des chefs-d'œuvre des théâtres étrangers.
Il a été donné à Milan, en 1828, un Choix des pièces de Federici.